# 松下村塾

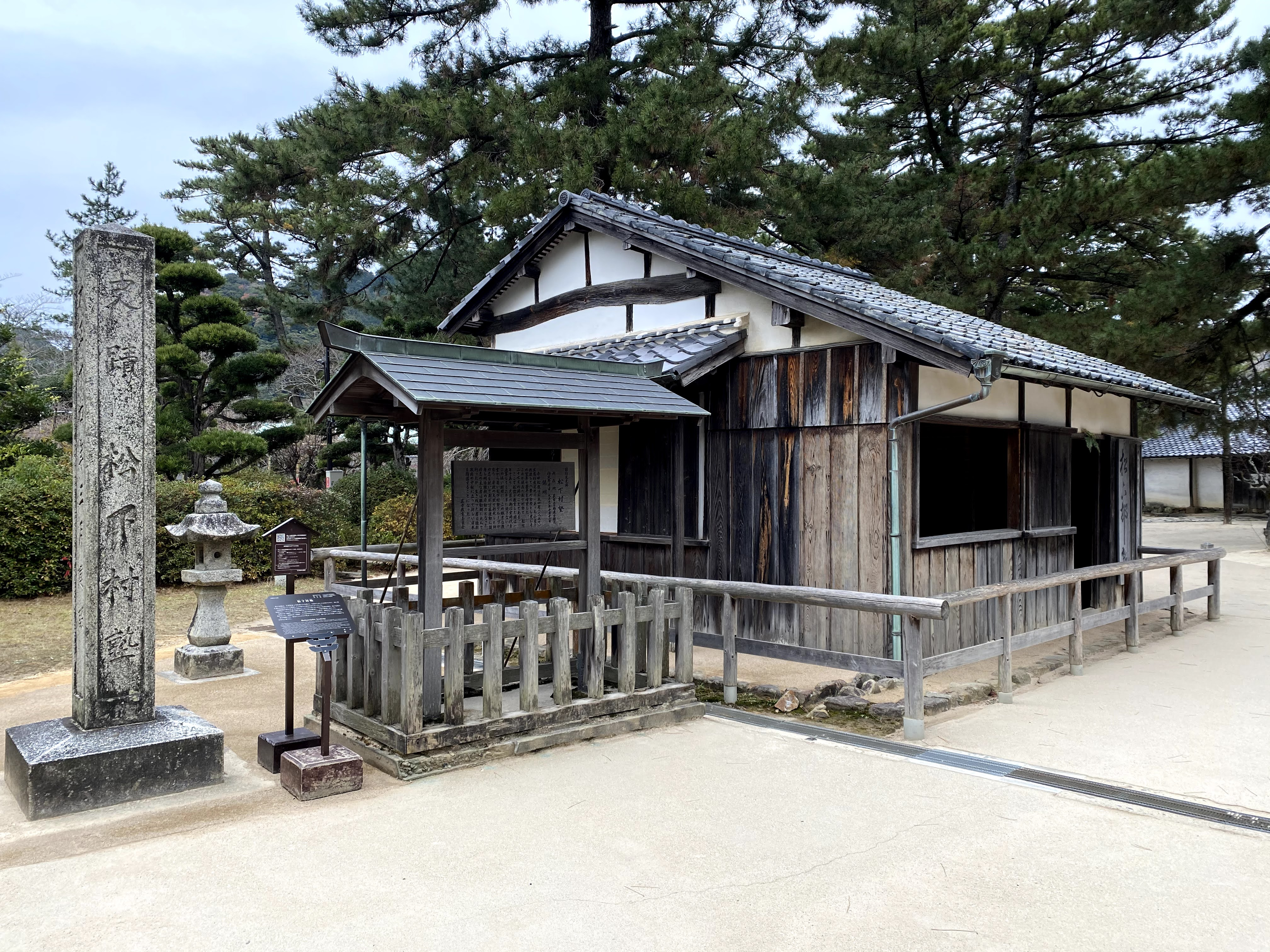
松下村塾

松下村塾（しょうかそんじゅく）は、江戸時代末期（幕末）に、長州萩城下の松本村（現在の山口県萩市）に存在した私塾である。
吉田松陰が同塾で指導した短い時期の塾生の中から、幕末より明治期の日本を主導した人材を多く輩出したことで知られる。

## 変遷

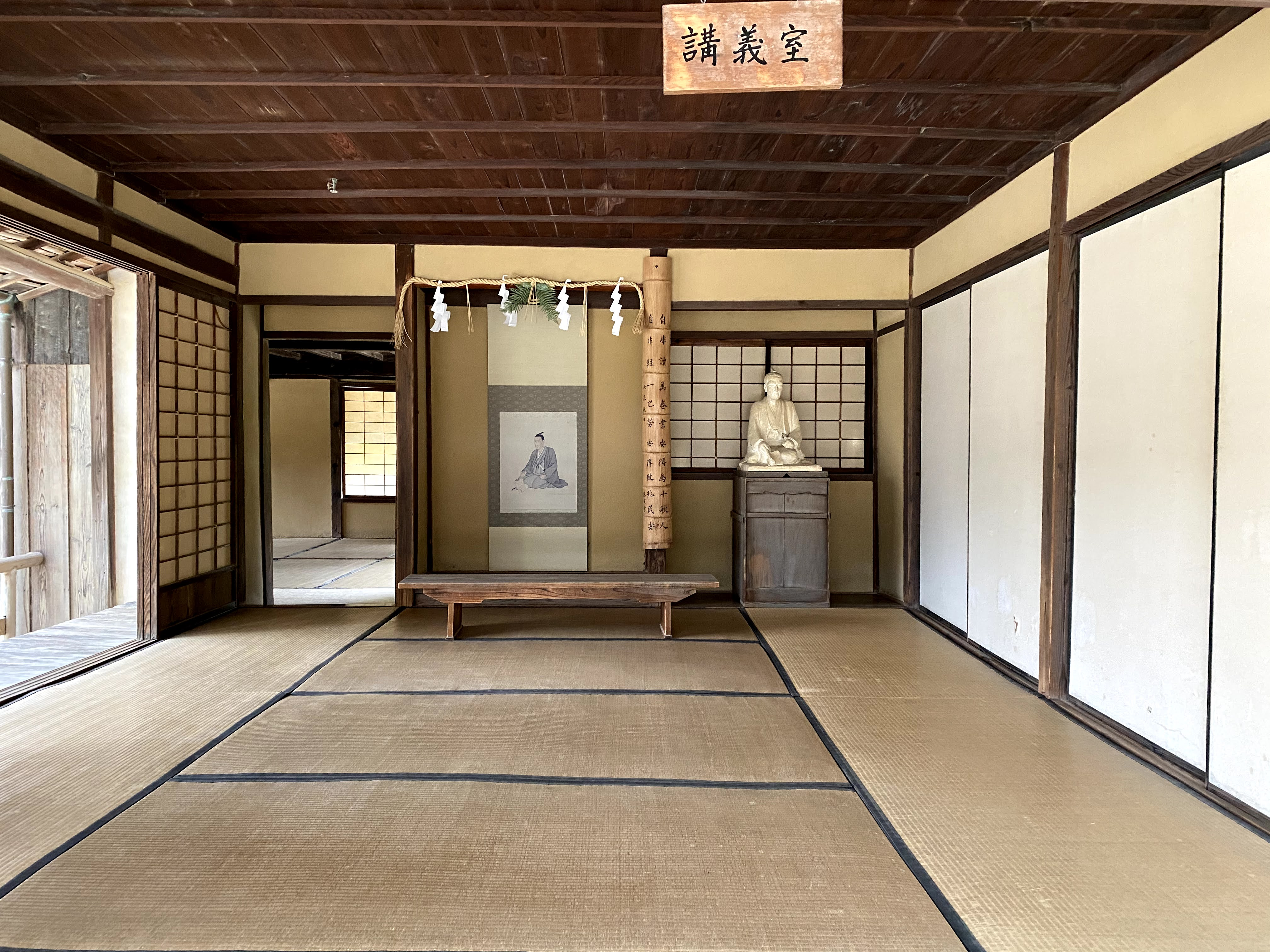
松下村塾の講義室

1842年（天保13年）に松陰の叔父、玉木文之進が八畳一間の私塾を開き松下村塾と名付け、少年だった松陰も入門した。文之進の指導は非常に厳格なもので、松陰が授業中、顔にとまった蚊を払って殴られた話が伝わる。ついで松陰の外叔、久保五郎左衛門がその名を継承し、塾生の教育にあたった。
長州藩の公立校である明倫館は武士身分の者しか入れず、それも足軽・中間など軽輩は除外されたが、対照的に松下村塾は身分の隔てなく塾生を受け入れた。1857年（安政4年）より、藩校明倫館の塾頭を務めていた吉田松陰が同塾を引き継いだ。
名簿は現存しないが、塾生は約50名ほどいた。著名な門下生には、全国の倒幕の志士の総元締の役割を果たした久坂玄瑞、吉田稔麿、入江九一、寺島忠三郎等、また藩論を倒幕にまとめ、奇兵隊を組織し、幕府軍を破った高杉晋作がいた。高杉晋作、久坂玄瑞は、「識の高杉、才の久坂」と称され、「松下村塾の双璧」と呼ばれた。また、この2人に吉田稔麿を入れて松陰門下の三秀と言い、さらに入江九一を合わせて「松下村塾の四天王」と称された。
1858年（安政5年）、松陰が野山獄に再投獄され、また幕末動乱期に至って塾生の多くが地元を離れたため中絶した。慶応二年にいったん再開し、馬島甫仙、河合惣太等が教授にあたる。明治4年より再度玉木文之進が塾頭となり、塾の場所を自宅に移した。以後の塾舎として使われた玉木文之進の旧宅もまた、萩市内に保存されている。
萩の乱に前原一誠など元塾生の多数が参加し反乱の罪に問われたため、乱の鎮定後の1876年（明治9年）に責任を感じた玉木が切腹し、再度途絶。1880年（明治13年）頃に松陰の兄の杉民治が塾を再開するも、1892年（明治25年）頃、杉が老年に至って閉塾した。

## 著名な塾生
- 伊藤博文　政治家
- 山縣有朋　陸軍軍人、政治家
- 山田顕義　陸軍軍人、政治家
- 品川弥二郎　政治家
- 野村靖　政治家
- 松本鼎　長州藩士、官僚、政治家
- 岡部富太郎　長州藩士、尊王攘夷派志士
- 正木退蔵　官僚、外交官、教育者
- 前原一誠　長州藩士、政治家
- 飯田俊徳　官僚、技術者

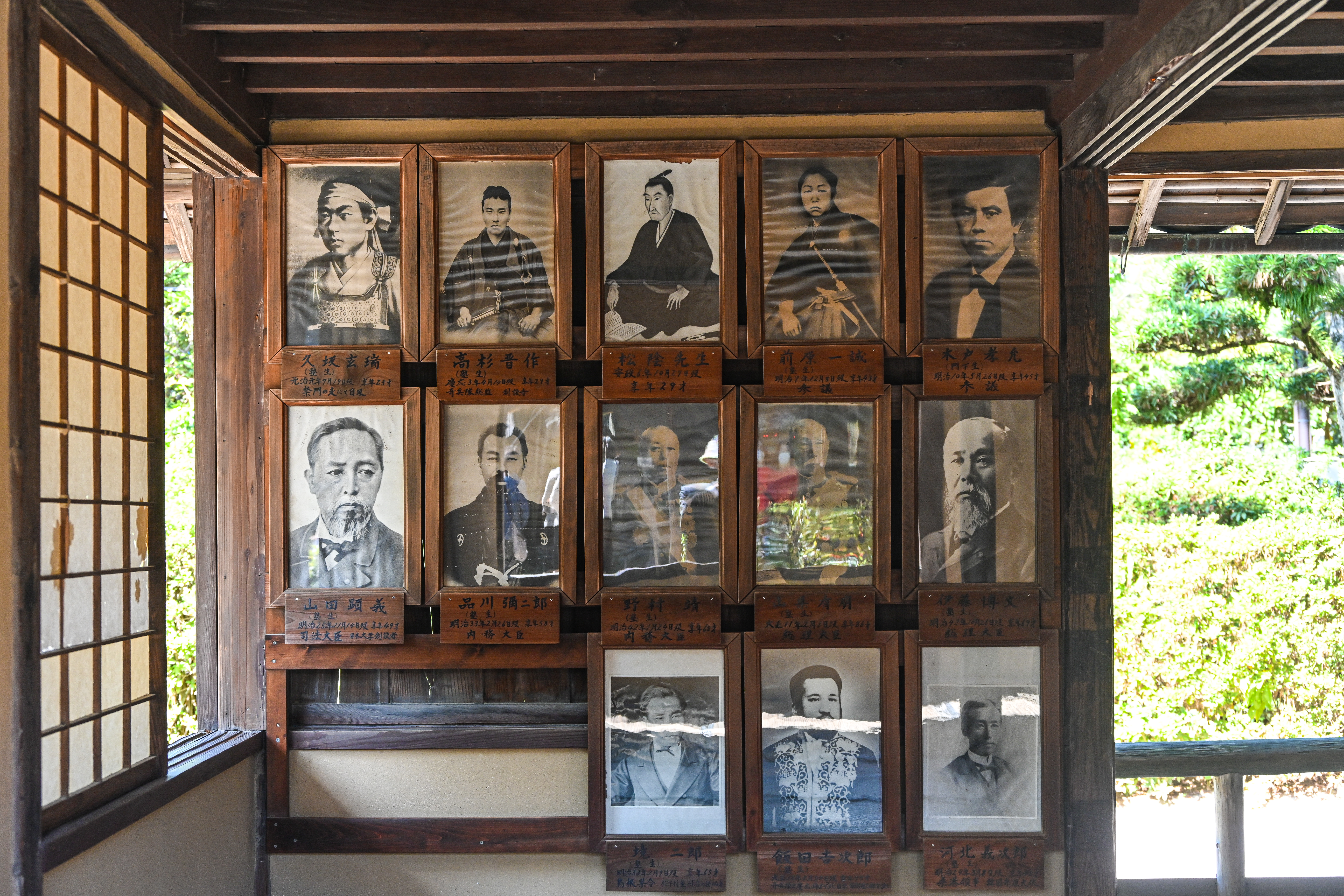
左から右へ順に
入江九一、高杉晋作、吉田松陰、前原一誠、木戸孝允
山田顕義、品川弥二郎、野村靖、山縣有朋、伊藤博文
境二郎、飯田正伯、河北義次郎

- 渡辺蒿蔵（天野清三郎）官僚、造船技術者、実業家
- 松浦松洞　画家、長州藩士
- 増野徳民　 尊攘運動家、医師
- 有吉熊次郎　長州藩士、 尊王攘夷派志士
- 時山直八　長州藩士
- 駒井政五郎　長州藩士
- 中村精男　気象学者
- 玉木彦助　長州藩士
- 飯田正伯　長州藩士
- 杉山松助　長州藩士
- 久保清太郎　長州藩士、官僚
- 生田良佐　長州藩士
- 境二郎　長州藩士、官僚
- 宍戸璣　長州藩士、官僚、政治家
- 久坂玄瑞　長州藩士
- 吉田稔麿　長州藩士
- 入江九一　長州藩士
- 寺島忠三郎　長州藩士、 尊王攘夷派志士
- 高杉晋作　 長州藩士、尊王攘夷派志士

## 関係者
- 玉木文之進 - 松下村塾を開塾。
- 吉田松陰 - 講師
- 木戸孝允（桂小五郎）- 塾生ではないものの、明倫館時代の松陰に兵学の教えを受けていた。
- 乃木希典 - 玉木家の親戚にあたり、塾生ではないが一時玉木家に住み込んで文乃進から指導を受けた。
- 富永有隣 - 講師
- 杉民治 - 松下村塾を再開。

## 建物
萩市の松陰神社の境内には幕末当時の塾舎が現存する。建物は木造かわらぶき平家建（床面積45.51㎡、天保年月日不詳新築、安政5年3月11日増築）の小舎で、当初からあった八畳と、十畳半の部分からなっている。十畳半は塾生が増えて手狭になったため、後から塾生の中谷正亮が設計し、松陰と塾生の共同作業で増築したものである。
1889年（明治22年）、境二郎が往時の塾舎の保存を提案、品川弥二郎、山田顕義らが賛同して寄付金を募り、塾舎を屋根の漆喰塗りや壁の塗り直し等の若干の補修を行ったうえで保存することとした。1922年（大正11年）10月12日、国の史跡に指定されたが、当時の山口県の調査資料では、幕末の建物がそのまま保たれていたことが記載されている。管理団体は松陰神社である。
2009年（平成21年）1月5日に「九州・山口の近代化産業遺産群」の一つとして世界遺産暫定リストに追加掲載され、2015年に「明治日本の産業革命遺産 製鉄・製鋼、造船、石炭産業」として正式登録された。
2020年（令和2年）10月27日に山口県土地家屋調査士会により法務局へ建物表題登記がされた。

### 模築
下記のところに松下村塾の模築がある。
- 松陰神社（東京） - 東京都世田谷区
- 玉川学園（玉川大学） - 東京都町田市（広瀬淡窓の咸宜園の模築と並んでいる）
- 山口県立奈古高等学校 - 山口県阿武郡阿武町
- 竹村記念公園 - 秋田県大館市（当時安田生命相談役であった竹村吉右衛門が奔走して、実現となったもの）
- 徳山大学 - 山口県周南市
- 山口放送本社 - 山口県周南市
- 道の駅萩往還 - 山口県萩市（松陰記念館内）
- 交友館 - 山口県萩市（土原 - 松陰塾を運営する株式会社ショウインにより開設）